# Оперативна маневрена група
Оперативно-маневрена група (ОМГ) — це організаційна концепція маневреної війни. Розроблена ще у Радянській армії на початку 1950-х років для заміни кавалерійської механізованої групи, яка проводила глибокі операції на Східному фронті під час Другої світової війни.

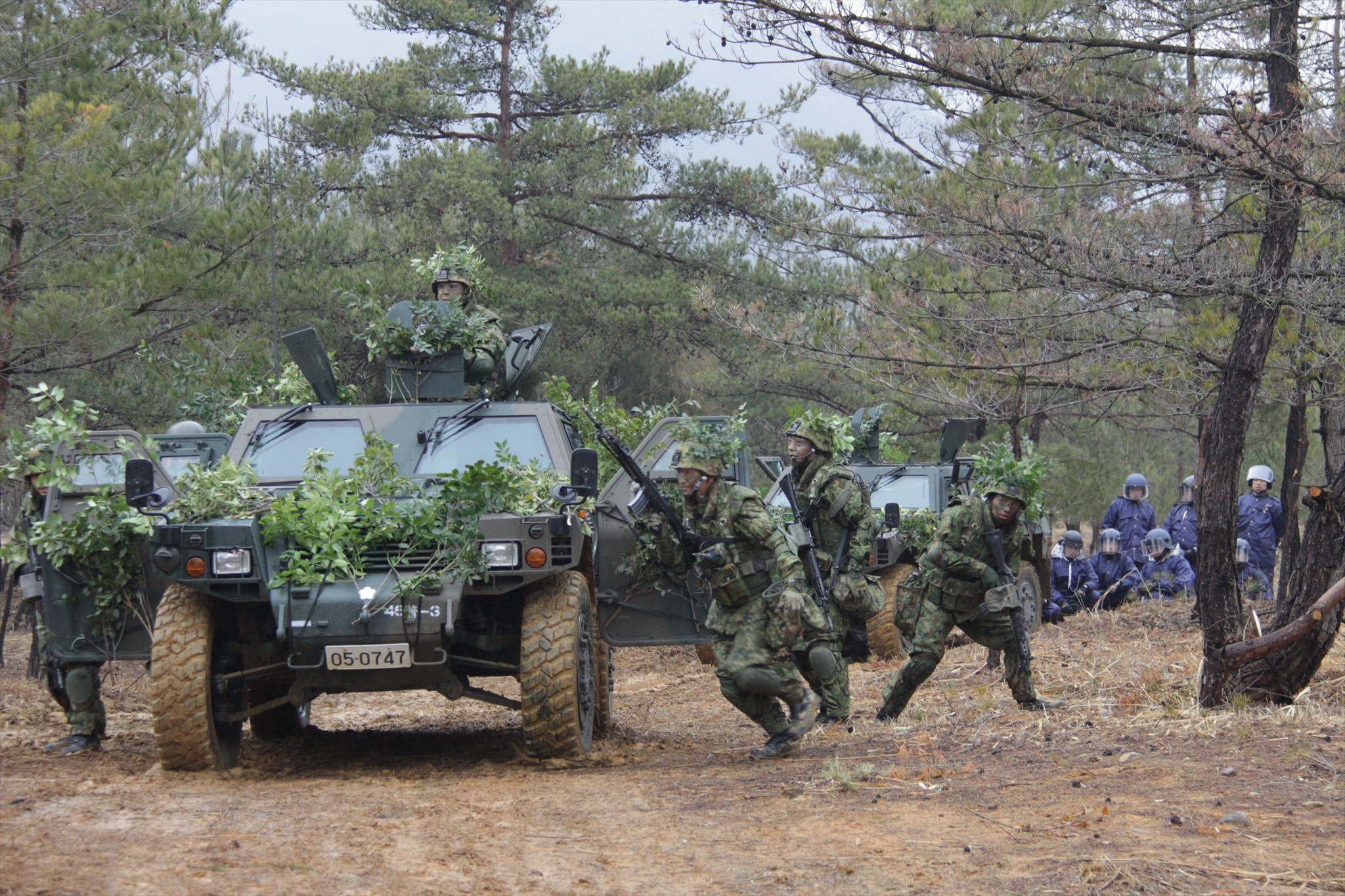
Маневрова група Наземних сил самооборони Японії

Теорія глибоких операцій, розроблена у співпраці між теоретиками Червоної армії та вермахту в 1930-х роках, згодом вплинула на операції Бліцкригу і доктрину, засновану на ешелонах.
У доктрині радянської армії оперативно-маневрені групи були введені для використання прориву фронту під час потенційної війни проти НАТО в Європі. Згідно з радянською доктриною, після того, як мотострілецькі підрозділи за підтримки артилерії, гелікоптерів і літаків безпосередньої повітряної підтримки прорвуть фронт НАТО, оперативно-маневрені групи будуть введені для реалізації прориву з використанням частин або цілих танкових армій.
На фронті оперативно-маневрена група могла включати дві танкові дивізії і три-п'ять мотострілецьких дивізій.